# Grim & Evil
Grim & Evil este un serial de animație american creat de Maxwell Atoms pentru Cartoon Network. Serialul conține două segmente care au devenit eventual în seriale proprii, Negrele aventuri ale lui Billy și Mandy și Răul cu Carne.

## Episoade
| N/o          | Titlu român                                          | Serie                                   | Titlu englez                          |
| ------------ | ---------------------------------------------------- | --------------------------------------- | ------------------------------------- |
|              |                                                      |                                         |                                       |
| PRIMUL SEZON |                                                      |                                         |                                       |
|              |                                                      |                                         |                                       |
| 01           | Billy și Mandy fac cunoștință cu spintecătorul negru | Negrele aventuri ale lui Billy și Mandy | Meet the Reaper                       |
| 01           | Răul con carne                                       | Răul cu Carne                           | Evil Con Carne                        |
| 01           | Schelete din rezervorul de apă                       | Negrele aventuri ale lui Billy și Mandy | Skeletons in the Water Closet         |
|              |                                                      |                                         |                                       |
| 02           | Ziua opusurilor                                      | Negrele aventuri ale lui Billy și Mandy | Opposite Day                          |
| 02           | Cicatrice emoțională                                 | Răul cu Carne                           | Emotional Skarr                       |
| 02           | Mai cu viață                                         | Negrele aventuri ale lui Billy și Mandy | Look Alive!                           |
|              |                                                      |                                         |                                       |
| 03           | Dilema mortală                                       | Negrele aventuri ale lui Billy și Mandy | Mortal Dilemma                        |
| 03           | Răul o ia razna                                      | Răul cu Carne                           | Evil Goes Wild                        |
| 03           | Ieși din capul meu                                   | Negrele aventuri ale lui Billy și Mandy | Get Out of My Head!                   |
|              |                                                      |                                         |                                       |
| 04           |                                                      | Răul cu Carne                           | The Smell of Vengeance: Part 1        |
| 04           | Inamicul e un amic cu „I” în față                    | Negrele aventuri ale lui Billy și Mandy | Fiend is Like Friend Without the „R”  |
| 04           |                                                      | Răul cu Carne                           | The Smell of Vengeance: Part 2        |
|              |                                                      |                                         |                                       |
| 05           |                                                      | Răul cu Carne                           | Devolver: Part 1                      |
| 05           | Rețeta dezastrului                                   | Negrele aventuri ale lui Billy și Mandy | Recipe for Disaster                   |
| 05           |                                                      | Răul cu Carne                           | Devolver: Part 2                      |
|              |                                                      |                                         |                                       |
| 06           |                                                      | Răul cu Carne                           | Tiptoe Through the Tulips: Part 1     |
| 06           | O dorință prostească                                 | Negrele aventuri ale lui Billy și Mandy | A Dumb Wish                           |
| 06           |                                                      | Răul cu Carne                           | Tiptoe Through the Tulips: Part 2     |
|              |                                                      |                                         |                                       |
| 07           | Negri contra mamei                                   | Negrele aventuri ale lui Billy și Mandy | Grim vs. Mom                          |
| 07           | Aduceți-mi fața lui Hector Con Carne!                | Răul cu Carne                           | Bring Me the Face of Hector Con Carne |
| 07           | Are gust de pui                                      | Negrele aventuri ale lui Billy și Mandy | Tastes Like Chicken                   |
|              |                                                      |                                         |                                       |
| 08           | Negri sau Gregory?                                   | Negrele aventuri ale lui Billy și Mandy | Grim or Gregory?                      |
| 08           | Caută și distruge                                    | Răul cu Carne                           | Search and Estroy                     |
| 08           | Ceva stupid se îndreapta încoace                     | Negrele aventuri ale lui Billy și Mandy | Something Stupid This Way Comes       |
|              |                                                      |                                         |                                       |
| 09           | O surpriză neagră                                    | Negrele aventuri ale lui Billy și Mandy | A Grim Surprise                       |
| 09           | Toată lumea îl iubește pe unchiu Bob                 | Răul cu Carne                           | Everyone Loves Uncle Bob              |
| 09           | Bestii și barbari                                    | Negrele aventuri ale lui Billy și Mandy | Beasts and Barbarians                 |
|              |                                                      |                                         |                                       |
| 10           | Hoss Delgado: Fanto Exterminator                     | Negrele aventuri ale lui Billy și Mandy | Hoss Delgado: Spectral Exterminator   |
| 10           | Răul la proces                                       | Răul cu Carne                           | Evil on Trial                         |
| 10           | Zeu contra om                                        | Negrele aventuri ale lui Billy și Mandy | To Eris Human                         |
|              |                                                      |                                         |                                       |
| 11           | Protuberanța lui Billy                               | Negrele aventuri ale lui Billy și Mandy | Billy’s Growth Spurt                  |
| 11           | O problemă temporală                                 | Răul cu Carne                           | The Time Hole Incident                |
| 11           | Billy și bătăușul                                    | Negrele aventuri ale lui Billy și Mandy | Billy and the Bully                   |
|              |                                                      |                                         |                                       |
| 12           | Buba mare în beciul Lui Billy                        | Negrele aventuri ale lui Billy și Mandy | Big Trouble in Billy’s Basement       |
| 12           | Crăciunul Con Carne                                  | Răul cu Carne                           | Christmas Con Carne                   |
| 12           | Gâdilă-mă Mandy                                      | Negrele aventuri ale lui Billy și Mandy | Tickle Me Mandy                       |
|              |                                                      |                                         |                                       |
| 13           | Leagănul ororilor                                    | Negrele aventuri ale lui Billy și Mandy | Little Rock of Horrors                |
| 13           | Plăcinta care m-a iubit                              | Răul cu Carne                           | The Pie Who Loved Me                  |
| 13           | Plăcinta care m-a iubit                              | Negrele aventuri ale lui Billy și Mandy | Dream A Little Dream                  |
|              |                                                      |                                         |                                       |

## Istoria difuzării
| Țara                           | Canalul         | Data premierii     |
| ------------------------------ | --------------- | ------------------ |
| Statele Unite ale Americii     | Cartoon Network | 24 august 2001     |
| Regatul Unit Irlanda           | Cartoon Network | 7 septembrie 2002  |
| Spania                         | Cartoon Network | 14 septembrie 2002 |
| Pakistan Bangladesh Afganistan | Cartoon Network | 2 august 2004      |